# Don Patinkin
Pour les articles homonymes, voir Patinkin.
Don Patinkin (8 janvier 1922-7 août 1995) est un économiste américano-israélien, spécialiste  de théorie monétaire et auteur, notamment, de deux livres sur John Maynard Keynes. Il fut professeur à l'Université de Chicago puis à l'université hébraïque de Jérusalem

## Formation
Il a été formé à l'Université de Chicago où il eut Oskar Lange comme professeur. Il fut également proche de la commission Cowles. Sa thèse Money, Interest and Prices (1956) met l'accent sur des points qui seront plus tard d'un grand intérêt dans plusieurs domaines : la question du déséquilibre en macroéconomie, le problème de la distinction entre flux et stocks, la stabilité de l'équilibre, etc. Elle demeure un exemple de pensée néokeynésienne à son meilleur.

## Grands axes de recherche
Patinkin eut un rôle important en 1948 et 1949 dans l'interprétation de la pensée keynésienne en termes de "rigidités" qui est devenue centrale dans la théorie de la synthèse néo-classique.
Dans ce qui fut appelé la "controverse Patinkin" il souligne la difficulté de la théorie néo-classique walrassienne d'incorporer de façon satisfaisante la monnaie. Elle a conduit à une nouvelle approche des liens entre micro et macroéconomie chez les post-walrassiens dans les années 1960  et 70 ainsi qu'à de nombreuses tentatives pour formuler une théorie moderne de la monnaie et du crédit.
Don Patinkin  - à la fin de sa vie - est devenu un spécialiste de John Maynard Keynes et a rédigé deux livres importants Keynes's Monetary Thought: A study of its development (1976), Anticipations of the General Theory? And other essays on Keynes, (1982).

## Quelques publications
- "Involuntary Unemployment and the Keynesian Supply Function", 1949, EJ.
- "Price Flexibility and Full Employment", 1948, AER.
- "Relative Prices, Say's Law, and the Demand for Money", 1948, Econometrica.
- "The Indeterminacy of Absolute Prices in Classical Economic Theory", 1949, Econometrica.
- Money, Interest and Prices: An integration of monetary and value theory, 1956. 
  - Seconde édition en 1965, New York: Harper and Row
- "Monnaie, l'intérêt et les prix" traduction française 1972, PUF
- "The Role of Money in a Simple Growth Model", (with D. Levhari), 1968, AER.
- "The Chicago Tradition, the Quantity Theory of Money and Friedman", 1969, JMCB.
- "Friedman as a Quantity Theorist and Keynesian Economics", 1972, JPE.
- "Reflections on the Neoclassical Dichotomy", 1972, Canadian JE.
- "On the Monetary Economics of Chicagoans and Non-Chicagoans", 1973, Southern EJ.
- "Frank Knight as Teacher", 1973, AER.
- "The Role of the Liquidity Trap in Keynesian Economics", 1974, BNLQR.
- "The Collected Writings of John Maynard Keynes: From the Tract to the General Theory" (review article), 1975, EJ.
- Keynes's Monetary Thought: A study of its development, 1976.
- "Keynes and Econometrics: On the interaction between the macroeconomic revolutions of the interwar period", 1976, Econometrica.
- "The Process of Writing the General Theory: A critical survey", 1977, in Patinkin and Leith, editors, Keynes, Cambridge and the General Theory.
- "Relation Between Keynesian Economics and the Stockholm School", 1978, Swedish JE.
- Keynes, Cambridge and the General Theory, 1978.
- "Keynes and Chicago", 1979, JLawE.
- "The Development of Keynes's Policy Thinking", 1979, in Greenfield et al., *Essays On and In the Chicago Tradition, 1981.
- Anticipations of the General Theory? And other essays on Keynes, 1982.
- "On Different Interpretations of the General Theory", 1989, Proceedings of the British Academy
- "The Keynesian Heritage of Economics", 1993, in Walters, editor, Critique of Keynesian Economics
- Quantity Theory of Money from Locke to Keynes and Friedman, 1995, with M. Blaug, D.P. O'Brien, W. Eltis.